# Dirlewang
Dirlewang là một đô thị ở huyện Unterallgäu bang Bayern, Đức.